# Касяненко Євген Іванович
Євген Іванович Касяненко (Касьяненко) (19 лютого 1889 (ст.ст.) село Іванків Іванківської волості Переяславського повіту Полтавської губернії — розстріляний 31 грудня 1937, Харків) — український громадсько-політичний діяч, член Української Центральної Ради, авіаконструктор, журналіст, перекладач, редактор республіканської газети «Вісті ВУЦВК». Член Ревізійної Комісії КП(б)У в листопаді 1927 — червні 1930 р.

## Біографія
Мав трьох братів Григорія, Андрія та Івана — які стояли біля витоків української авіації й українського літакобудування, були членами Київського товариства повітроплавання. На початку XX століття вони працювали поруч з відомими пізніше авіаконструкторами Г. М. Адлером, Д. П. Григоровичем, О. Д. Карпекою, О. С. Кудашовим, І. І. Сікорським, за свої кошти будували різні моделі літаків. А випробовували літальні апарати самі конструктори і відважний льотчик П. М. Нестеров. Братів називають черкащанами, бо в Черкасах вони здійснювали пробні польоти, але їхнє коріння в Іванківській землі.
Під впливом брата Григорія Євген став членом УСДРП, представляв свою партію в Центральній Раді. На Першому Всеукраїнському робітничому з'їзді його обрано до складу Всеукраїнської ради робітничих депутатів. У Центральній Раді працював у комісіях, які розробляли статут автономії України. Як представник лівого крила УСДРП, підтримував Народний Секретаріат і Раду народних комісарів. У Петрограді виступав за передачу влади в Україні Раді робітничих, солдатських і селянських депутатів.
У березні 1918 року з групою Нероновича перейшов до КП(б)У, працював у більшовицьких періодичних виданнях. З-під його пера у видавництві «Космос» 1919 року вийшли переклади українською мовою творів Ф.Енгельса та програми РКП (б). У 1922—1925 роках очолював закордонну комісію Народного комісаріату освіти Української СРР і працював у торговому представництві УРСР у Німеччині, у 1926—1931 роках редагував газету «Вісті ВУЦВК», журнал «Всесвіт».
З 1931 року — інженер Харківського авіазаводу, старший конструктор Московського заводу імені Авіахіму, редактор друкованого органу Всеукраїнської спілки радянських селянських письменників «Плуг» — «Швидким шляхом».
Заарештований 11 липня 1937 року і за вироком військової комісії Верховного суду СРСР 31 грудня 1937 року розстріляний.
Дружина — Марія Федорівна Деул.